# Littoral (departement)
Littoral is een departement in het zuiden van Benin. Het departement is het kleinste van de twaalf departementen van Benin met een oppervlakte van slechts 79 vierkante kilometer. De hoofdstad Cotonou is tevens de economische hoofdstad van het land. In 2006 telde Littoral meer dan 700.000 inwoners. Dat geeft het departement een bevolkingsdichtheid van 8875 inwoners per km² of de hoogste bevolkingsdichtheidsgraad van het land. Het grootste deel van de bevolking behoort tot de Fon (32,9%) en de Gun (15,2%). Andere grote groepen zijn de Adja en de Joruba. Drie kwart, of 75,7 procent, van de bevolking is christen. De islam is de godsdienst van 14,2 procent van de inwoners.

## Grenzen
Littoral ligt tussen de departementen Atlantique (noorden en westen) en Ouémé (west). In het zuiden heeft het departement een kustlijn aan de Golf van Guinee.

## Geschiedenis
Op 15 januari 1999 werd een klein stukje van de toenmalige provincie Atlantique afgesplitst als het departement Littoral. De hoofdstad van Atlantique was tot dan Cotonou en die stad werd vanaf dan de hoofdstad van het nieuwe Littoral.

## Communes
Het departement Littoral bestaat uit slechts één commune, Cotonou.
Alibori · Atacora · Atlantique · Borgou · Collines · Donga · Couffo · Littoral · Mono · Ouémé · Plateau · Zou